# Carlos Ernesto Castro
Carlos Ernesto Castro (Quito, 24 september 1978) is een Ecuadoraans profvoetballer. Hij speelt als verdediger voor Club Deportivo Quevedo en kwam eerder uit voor onder meer Barcelona SC en  Club Deportivo El Nacional.

## Interlandcarrière
Castro, bijgenaamd El Soldadito El Sargento, speelde zeven officiële interlands voor Ecuador in de periode 2005-2008. Onder leiding van bondscoach Luis Fernando Suárez maakte hij zijn debuut op 27 december 2005 in de vriendschappelijke wedstrijd tegen Senegal (2-1) in Caïro, net als Pablo Palacios van Sociedad Deportiva Aucas.

## Erelijst
Club Deportivo El Nacional
- Campeonato Ecuatoriano

2005 (C), 2006